# Bad Waldsee
Bad Waldsee este un oraș din landul Baden-Württemberg, Germania.
1. ↑  , Statistisches Landesamt Baden-Württemberg, Bibliothek[*] http://www.statistik.baden-wuerttemberg.de/BevoelkGebiet/Bevoelkerung/01515020.tab?R=GS436009 Lipsește sau este vid: |title= (ajutor)